# Manhac de las Pojadas
Manhac la Vau (en francès Magnac-Laval) és un municipi francès situat al departament de l'Alta Viena i a la regió de la Nova Aquitània.

## Demografia
| 1962                                       | 1968  | 1975  | 1982  | 1990  | 1999  | 2006  | 2007  | 2008  |
| ------------------------------------------ | ----- | ----- | ----- | ----- | ----- | ----- | ----- | ----- |
| 2.473                                      | 2.625 | 2.599 | 2.372 | 2.266 | 1.978 | 1.978 | 1.966 | 1.889 |
| Des de 1962: població sense dobles comptes |       |       |       |       |       |       |       |       |

## Administració
| Període | Identitat          | Partit |
| ------- | ------------------ | ------ |
| 2001-   | Jean-Bernard Jarry |        |